# Novo Selo Rok
Novo Selo Rok is een plaats in de gemeente Čakovec in de Kroatische provincie Međimurje. De plaats telt 1476 inwoners (2001).